# Thed Björk
Thed Björk (Vretstorp, Örebro, 14 de diciembre de 1980) es un piloto de automovilismo sueco. Ganó el Campeonato Sueco de Turismos 2006 y el Campeonato Escandinavo de Turismos de 2013, 2014 y 2015. Su mayor logro fue el Campeonato Mundial de Turismos 2017. Desde 2019 compite junto a Cyan Racing Lynk & Co en WTCR/TCR World Tour.

## Carrera deportiva
Luego de correr en karting hasta 1997, Björk compitió en las Fórmula 3 sueca y nórdica, obteniendo ambos títulos en 1999. Para el año 2000 se fue a los Estados Unidos para disputar la Barber Pro Series. Su mejor resultado en carrera fue un cuarto lugar y tuvo un quinto y tres sextos puestos. Björk terminó 10º en la general.
En 2001 Björk corrió en varias series diferentes; concentrándose en el Campeonato de la FIA de Sport Prototipos, en la clase SR2 en el equipo Sportscar Racing Team Sweden, consagrándose campeón junto con el estadounidense Larry Oberto.

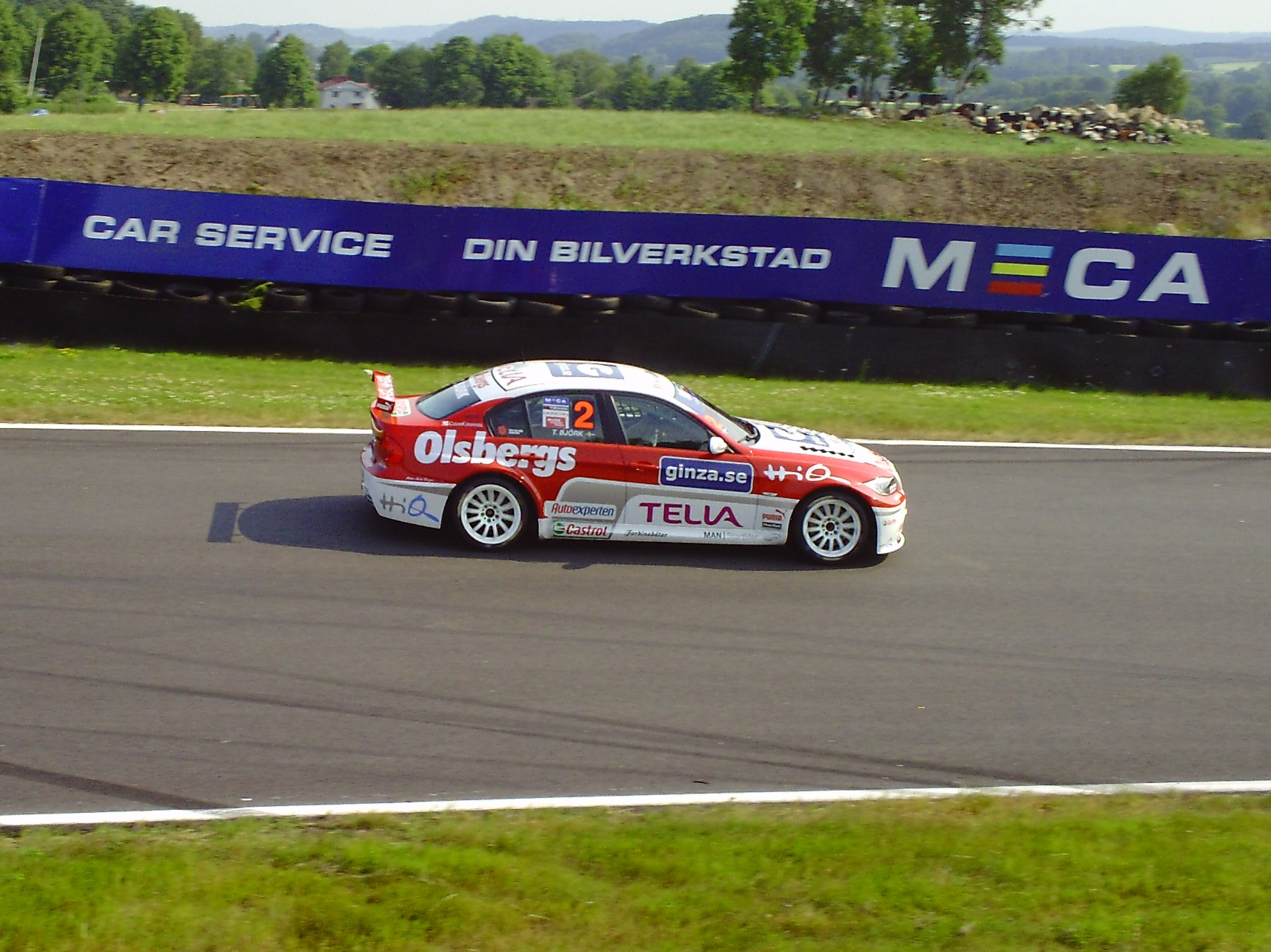
Björk compitiendo en el Campeonato Sueco de Turismos de 2010.

Björk terminó 3° en el Campeonato Sueco de GT, acabando en el podio en 11 de las 12 carreras. También debutó en el STCC, remplazando por un fin de semana al italiano Roberto Colciago del Kristoffersson Motorsport. Allí mostró el ritmo desde el principio, terminando 2° en una de las dos carreras del fin de semana. Él también compitió en las 24 Horas de Daytona, pero abandonó por una avería.
En 2002 Thed compitió en la Fórmula 3000, pero no obtuvo ningún punto. Además terminó 12° en la clase de LMP900 en las 24 Horas de Le Mans, en el equipo Courage Compétition. Volvió a disputar el campeonato de sport prototipos, terminando 17° en la clase SR2.
Regresó a su país en 2003 para disputar el Campeonato Sueco de GTR, de la cual se consagró campeón.

Cuando Niklas Lovén y el equipo WestCoast Racing se separaron a mediados de la temporada de 2004 del STCC, Björk fue llamado para reemplazarlo. Subió a dos podios y terminó en el puesto 11 de la general. Se mantuvo con el equipo para 2005, ganando dos carreras, subiéndose al podio en seis de las ocho carreras y terminó segundo en la general.

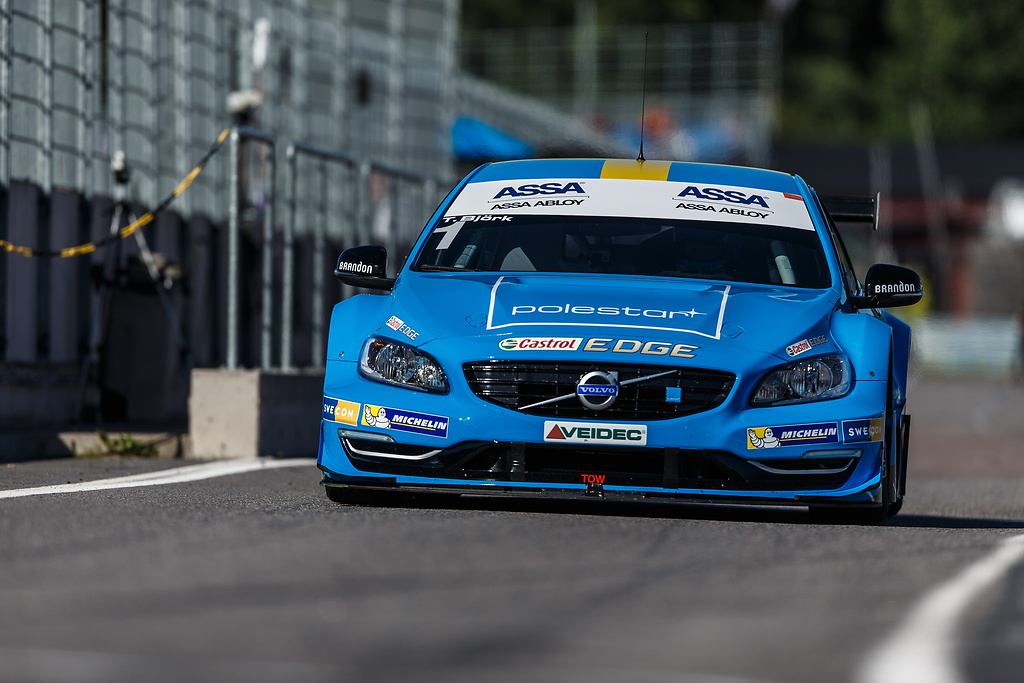
Björk compitiendo en el Campeonato Escandinavo de 2015.

En 2006 firmó con el Kristoffersson Motorsport Audi, el mismo equipo que corrió para en 2001. Durante la temporada ganó tres carreras y terminó en el podio en seis ocasiones, obteniendo 59 puntos, a 5 del segundo. Desde 2007 hasta 2010 continuó en el STCC, terminando tercero en 2008 y segundo en 2009. Debutó en el Campeonato Escandinavo de Turismos en 2011, solo disputando dos carreras.
En 2012 se incorporó al equipo Polestar, para disputar la TTA Racing Elite League con un Volvo S60 oficial, resultando tercero. En 2013 , el TTA y el STCC se fusionaron. Continuando con Polestar, Björk se consagró campeón ganando ocho carreras de doce. También debutó en el WTCC en el 2013, aunque solo disputando la fecha de China.
En 2014 y 2015, Björk volvió a obtener el título escandinavo, de nuevo con un Volvo S60 oficial de Polestar.
Björk salió del Campeonato Sueco de Turismos para realizar su primera temporada completa en el Campeonato Mundial de Turismos de 2016, con un Volvo S60 oficial de Polestar Cyan Racing. Ganó una carrera en Shanghái, superando a Norbert Michelisz en la penúltima curva, y finalizó décimo en el campeonato.
En el WTCC 2017 continuó con Volvo. Con dos victorias y siete podios, obtuvo el campeonato con casi 30 puntos de ventaja sobre el subcampeón, Norbert Michelisz.

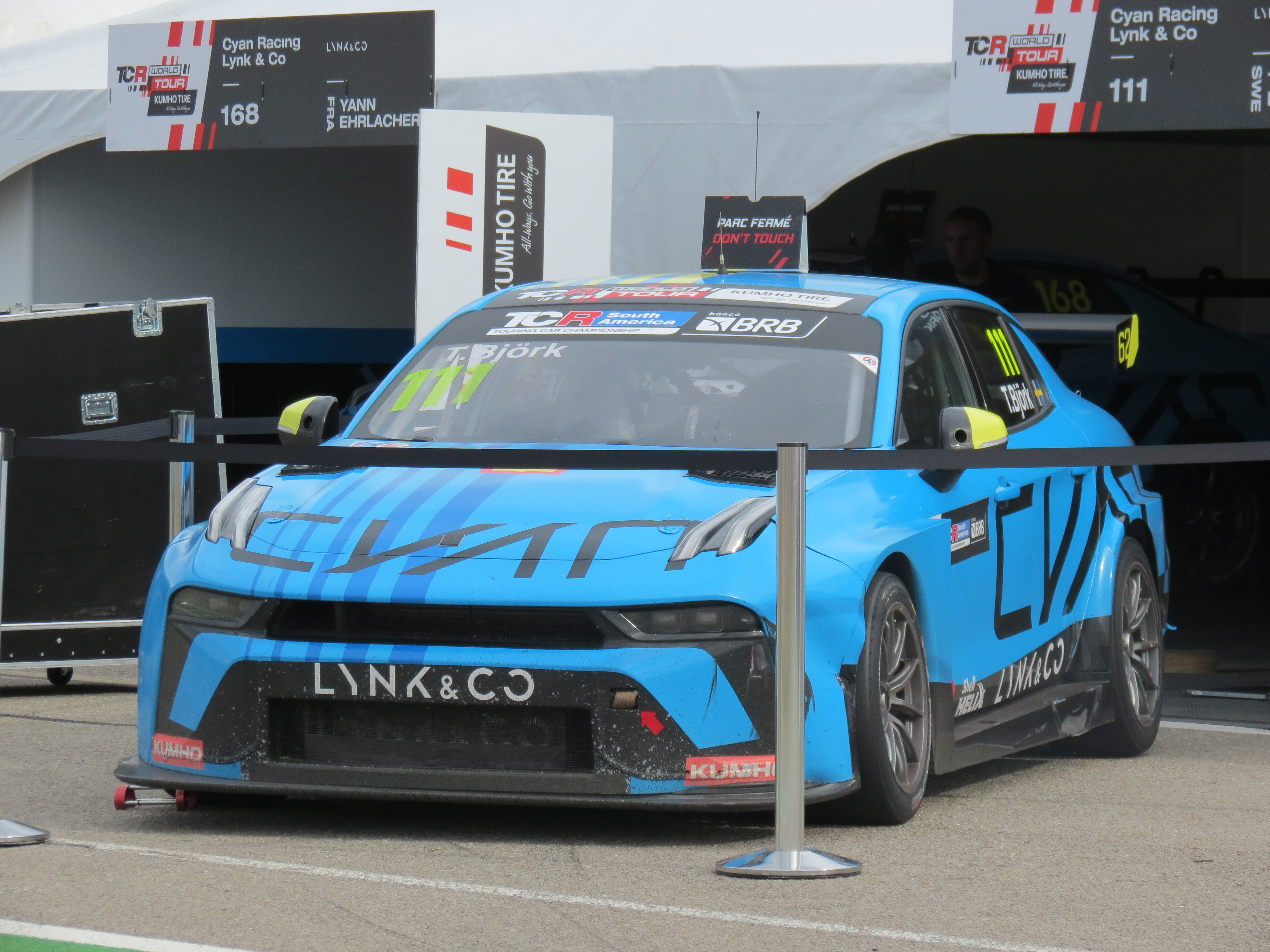
Lynk & Co 03 TCR de Thed Björk, en 2023.

Luego del cambio al WTCR, Volvo abandonó la categoría. Björk ingresó al equipo Yvan Muller Racing (Hyundai) y logró varias victorias a lo largo del año, pero cayó al séptimo puesto en el campeonato debido a muchas carreras fuera de puntos. En 2019, se unió a Lynk & Co, marca desarrollada por Volvo con su equipo administrado por Cyan Racing. Ganó en tres ocasiones y logró una regularidad mayor que en la temporada anterior, finalizando cuarto.
Tras varias temporadas junto a Lynk & Co y Cyan Racing sin ser protagonista, el sueco fue subcampeón de la temporada 2024 del ahora TCR World Tour (sucesor del WTCR). Ganó tres carreras y finalizó a 11 puntos del campeón, Norbert Michelisz.

## Resultados

### Barber Dodge Pro Series
| Año  | 1      | 2     | 3      | 4      | 5      | 6     | 7      | 8     | 9     | 10    | 11    | 12     | Pos. | Puntos |
| ---- | ------ | ----- | ------ | ------ | ------ | ----- | ------ | ----- | ----- | ----- | ----- | ------ | ---- | ------ |
| 2000 | SEB 10 | MIA 5 | NAZ 23 | LRP 12 | DET 10 | CLE 4 | MDO 11 | ROA 6 | VAN 6 | LAG 8 | RAT 6 | HMS 19 | 10.º | 83     |

### 24 Horas de Le Mans
| Año     | Equipo              | Copilotos                        | Automóvil        | Clase  | Vueltas | Pos. | Pos. Clase |
| ------- | ------------------- | -------------------------------- | ---------------- | ------ | ------- | ---- | ---------- |
| 2002    | Courage Compétition | Didier Cottaz Boris Derichebourg | Courage C60-Judd | LMP900 | 322     | 15º  | 11.º       |
| Fuente: |                     |                                  |                  |        |         |      |            |

### Fórmula 3000 Internacional
(Clave) (negrita indica pole position) (cursiva indica vuelta rápida)

| Año  | Equipo                  | 1   | 2   | 3   | 4   | 5   | 6   | 7   | 8       | 9     | 10     | 11    | 12    | Pos. | Puntos |
| ---- | ----------------------- | --- | --- | --- | --- | --- | --- | --- | ------- | ----- | ------ | ----- | ----- | ---- | ------ |
| 2002 | Coca-Cola Nordic Racing | INT | IMO | CAT | A1R | MON | NUR | SIL | MAG Ret | HOC 7 | HUN 13 | SPA 8 | MNZ 7 | 16.º | 0      |

### Deutsche Tourenwagen Masters
(Clave) (negrita indica pole position) (cursiva indica vuelta rápida)

| Año     | Equipo        | Automóvil         | 1   | 2   | 3   | 4   | 5   | 6   | 7   | 8   | 9      | 10      | Pos. | Puntos |
| ------- | ------------- | ----------------- | --- | --- | --- | --- | --- | --- | --- | --- | ------ | ------- | ---- | ------ |
| 2006    | Futurecom TME | Audi Un4 DTM 2004 | HOC | LAU | OSC | BRH | NOR | NÜR | ZAN | CAT | BUG 14 | HOC 15† | 22.º | 0      |
| Fuente: |               |                   |     |     |     |     |     |     |     |     |        |         |      |        |

### Campeonato Sueco de Turismos
(Clave) (negrita indica pole position) (cursiva indica vuelta rápida)

| Año  | Equipo                    | Automóvil           | 1       | 2       | 3         | 4       | 5         | 6       | 7         | 8         | 9       | 10      | 11        | 12       | 13      | 14      | 15        | 16       | 17       | 18        | 19    | 20    | Pos. | Puntos |
| ---- | ------------------------- | ------------------- | ------- | ------- | --------- | ------- | --------- | ------- | --------- | --------- | ------- | ------- | --------- | -------- | ------- | ------- | --------- | -------- | -------- | --------- | ----- | ----- | ---- | ------ |
| 2001 | Kristoffersson Motorsport | Audi A4 Quattro     | FAL 1   | FAL 2   | MAN 1 Ret | MAN 2   | KAR 1     | KAR 2   | JYL 1     | JYL 2     | FAL 1   | FAL 2   | KNU 1     | KNU 2    | MOI 1   | MOI 2   |           |          |          |           |       |       | 18.° | 12     |
| 2001 | Euroracing                | Alfa Romeo 156      |         |         |           |         |           |         |           |           |         |         |           |          |         |         | KAR 1 Ret | KAR 2 15 | KNU 1    | KNU 2     | MAN 1 | MAN 2 | 18.° | 12     |
| 2004 | West Coast Racing         | BMW 320i            | KNU 1   | KNU 2   | FAL 1     | FAL 2   | KAR 1     | KAR 2   | MAN 1     | MAN 2     | FAL 1   | FAL 2   | KNU 1 Ret | KNU 2 14 | ARC 1   | ARC 2   | KAR 1 4   | KAR 2 3  | MAN 1 3  | MAN 2 4   |       |       | 11.° | 48     |
| 2005 | West Coast Racing         | BMW 320i            | KNU 1   | KAR 3   | AND 3     | FAL 6   | KNU DNS   | KAR 1   | VAL 2     | MAN 3     |         |         |           |          |         |         |           |          |          |           |       |       | 2.°  | 141    |
| 2006 | Kristoffersson Motorsport | Audi A4             | KNU 1   | KAR 3   | MAN 7     | FAL 1   | VAL 2     | AND 16  | KAR 1     | KNU 2     | MAN 4   |         |           |          |         |         |           |          |          |           |       |       | 1.°  | 59     |
| 2007 | Kristoffersson Motorsport | Audi A4             | STU 7   | KNU Ret | MAN 3     | KAR 3   | AND 3     | VAL 15  | FAL 1     | KAR 4     | KNU 4   | STU Ret | MAN 8     |          |         |         |           |          |          |           |       |       | 4.°  | 41     |
| 2008 | Honda Racing              | Honda Accord Euro R | KNU 9   | STU 3   | MAN 1     | KAR 6   | GÖT 1     | STU 3   | FAL Ret   | KAR] 1    | KNU 7   | VAL 5   | MAN 3     |          |         |         |           |          |          |           |       |       | 3.°  | 57     |
| 2009 | Flash Engineering         | BMW 320si E90       | MAN 1 4 | MAN 2   | KAR 1 4   | KAR 2 3 | GÖT 1 2   | GÖT 2 4 | KNU 1 3   | KNU 2 Ret | FAL 1 2 | FAL 2 3 | KAR 1 4   | KAR 2 4  | VAL 1 2 | VAL 2 3 | KNU 1 2   | KNU 2 11 | MAN 1 4  | MAN 2 Ret |       |       | 2.°  | 94     |
| 2010 | Flash Engineering         | BMW 320si E90       | JYL 1 8 | JYL 2 4 | KNU 1 10  | KNU 2 4 | KAR 1 15† | KAR 2 4 | GÖT 1 DNS | GÖT 2 13† | FAL 1 2 | FAL 2 5 | KAR 1 3   | KAR 2 3  | JYL 1 4 | JYL 2 1 | KNU 1 6   | KNU 2 1  | MAN 1 13 | MAN 2 5   |       |       | 5.°  | 179    |

### Campeonato Escandinavo de Turismos
(Clave) (negrita indica pole position) (cursiva indica vuelta rápida)

| Año     | Equipo                | Automóvil           | 1       | 2       | 3       | 4       | 5       | 6         | 7       | 8         | 9       | 10      | 11      | 12      | 13      | 14      | 15    | 16    | 17      | 18      | Pos. | Puntos |
| ------- | --------------------- | ------------------- | ------- | ------- | ------- | ------- | ------- | --------- | ------- | --------- | ------- | ------- | ------- | ------- | ------- | ------- | ----- | ----- | ------- | ------- | ---- | ------ |
| 2011    | Biogas.se             | Volkswagen Scirocco | JYL 1   | JYL 2   | KNU 1   | KNU 2   | MAN 1   | MAN 2     | GÖT 1   | GÖT 2     | FAL 1   | FAL 2   | KAR 1   | KAR 2   | JYL 1   | JYL 2   | KNU 1 | KNU 2 | MAN 1 7 | MAN 2 7 | 20.° | 12     |
| 2013    | Volvo Polestar Racing | Volvo S60 TTA       | KNU 1 4 | KNU 2 1 | SOL 1   | GÖT 1   | FAL 1   | FAL 2 14† | ÖST 1   | KAR 1     | KAR 2 1 | TIE 1 3 | MAN 1 4 | MAN 2 1 |         |         |       |       |         |         | 1.°  | 258    |
| 2014    | Volvo Polestar Racing | Volvo S60 TTA       | KNU 1 7 | KNU 2 4 | GÖT 1 9 | GÖT 2 1 | FAL 1 3 | FAL 2 9   | KNU 1 4 | KNU 2 1   | SOL 1 5 | SOL 2 1 | MAN 1 4 | MAN 2   |         |         |       |       |         |         | 1.°  | 279    |
| 2015    | Volvo Polestar Racing | Volvo S60 TTA       | VRS 1   | VRS 2 1 | AND 1   | AND 2 4 | MAN 1   | MAN 2     | FAL 1 3 | FAL 2 11† | KAR 1   | KAR 2 4 |         |         |         |         |       |       |         |         | 1.°  | 366    |
| 2015    | Volvo Cyan Racing     | Volvo S60 TTA       |         |         |         |         |         |           |         |           |         |         | SOL 1 3 | SOL 2 6 | KNU 1 3 | KNU 2 3 |       |       |         |         | 1.°  | 366    |
| Fuente: |                       |                     |         |         |         |         |         |           |         |           |         |         |         |         |         |         |       |       |         |         |      |        |

### Campeonato Mundial de Turismos
(Clave) (negrita indica pole position) (cursiva indica vuelta rápida)

| Año     | Equipo                | Automóvil              | 1       | 2         | 3         | 4         | 5        | 6       | 7       | 8        | 9         | 10      | 11        | 12       | 13       | 14       | 15       | 16       | 17      | 18      | 19      | 20      | 21        | 22       | 23    | 24    | Pos. | Puntos |
| ------- | --------------------- | ---------------------- | ------- | --------- | --------- | --------- | -------- | ------- | ------- | -------- | --------- | ------- | --------- | -------- | -------- | -------- | -------- | -------- | ------- | ------- | ------- | ------- | --------- | -------- | ----- | ----- | ---- | ------ |
| 2013    | Volvo Polestar Racing | Volvo C30 DRIVe        | ITA 1   | ITA 2     | MAR 1     | MAR 2     | SVK 1    | SVK 2   | HUN 1   | HUN 2    | AUT 1     | AUT 2   | RUS 1     | RUS 2    | POR 1    | POR 2    | ARG 1    | ARG 2    | USA 1   | USA 2   | JPN 1   | JPN 2   | CHN 1 DNS | CHN 2 15 | MAC 1 | MAC 2 | NC   | 0      |
| 2016    | Polestar Cyan Racing  | Volvo S60 Polestar TC1 | FRA 1 7 | FRA 2 Ret | SVK 1 DSQ | SVK 2 DSQ | HUN 1 15 | HUN 2 4 | MAR 1 9 | MAR 2 10 | GER 1 Ret | GER 2 8 | RUS 1 Ret | RUS 2 15 | POR 1 7  | POR 2 6  | ARG 1 11 | ARG 2 14 | JPN 1 6 | JPN 2 7 | CHN 1   | CHN 2 7 | QAT 1 6   | QAT 2    |       |       | 10.° | 117    |
| 2017    | Polestar Cyan Racing  | Volvo S60 Polestar TC1 | MAR 1 2 | MAR 2 7   | ITA 1 5   | ITA 2 1   | HUN 1 NC | HUN 2 7 | GER 1   | GER 2 4  | POR 1 3   | POR 2   | ARG 1 6   | ARG 2 3  | CHN 1 NC | CHN 2 3‡ | JPN 1 4  | JPN 2 5  | MAC 1 4 | MAC 2 5 | QAT 1 5 | QAT 2 4 |           |          |       |       | 1.°  | 283.5  |
| Fuente: |                       |                        |         |           |           |           |          |         |         |          |           |         |           |          |          |          |          |          |         |         |         |         |           |          |       |       |      |        |

### Copa Mundial de Turismos
(Clave) (negrita indica pole position) (cursiva indica vuelta rápida)

| Año     | Equipo                     | Auto              | 1   | 2   | 3   | 4   | 5   | 6   | 7   | 8   | 9   | 10  | 11  | 12  | 13  | 14  | 15  | 16  | 17  | 18  | 19  | 20  | 21  | 22  | 23  | 24  | 25  | 26  | 27  | 28  | 29  | 30  | Pos. | Pts. |
| ------- | -------------------------- | ----------------- | --- | --- | --- | --- | --- | --- | --- | --- | --- | --- | --- | --- | --- | --- | --- | --- | --- | --- | --- | --- | --- | --- | --- | --- | --- | --- | --- | --- | --- | --- | ---- | ---- |
| 2018    |                            |                   | MAR | MAR | MAR | HUN | HUN | HUN | ALE | ALE | ALE | NED | NED | NED | POR | POR | POR | SVK | SVK | SVK | CHN | CHN | CHN | CHW | CHW | CHW | JAP | JAP | JAP | MAC | MAC | MAC | 7°   | 242  |
| 2018    | YMR                        | Hyundai i30 N TCR | 2   | 5   | 3   | 9   | 12  | 9   | 2   | Ret | 1   | 14  | 16  | 15  | Ret | 10  | 1   | 13  | 10  | 4   | 1   | 7   | 1   | 12  | Ret | 10  | Ret | 12  | 8   | 11  | Ret | 8   | 7°   | 242  |
| 2019    |                            |                   | MAR | MAR | MAR | HUN | HUN | HUN | SVK | SVK | SVK | NED | NED | NED | ALE | ALE | ALE | POR | POR | POR | CHN | CHN | CHN | JAP | JAP | JAP | MAC | MAC | MAC | MYS | MYS | MYS | 4°   | 297  |
| 2019    | Cyan Racing Lynk & Co      | Lynk & Co 03 TCR  | 2   | 6   | 1   | 7   | Ret | 5   | 23  | 22  | 11  | 1   | 12  | 1   | 11  | 12  | Ret | 8   | 13  | 8   | 12  | 4   | 5   | 4   | 5   | 3   | 5   | 2   | 7   | 27  | 23  | 7   | 4°   | 297  |
| 2020    |                            |                   | BEL | BEL | ALE | ALE | SVK | SVK | SVK | HUN | HUN | HUN | ESP | ESP | ESP | ARA | ARA | ARA |     |     |     |     |     |     |     |     |     |     |     |     |     |     | 9°   | 142  |
| 2020    | Cyan Performance Lynk & Co | Lynk & Co 03 TCR  | 2   | Ret | 4   | 2   | 19  | 16  | 15  | 10  | 12  | 12  | Ret | 7   | 1   | 11  | 7   | 6   |     |     |     |     |     |     |     |     |     |     |     |     |     |     | 9°   | 142  |
| 2021    |                            |                   | ALE | ALE | POR | POR | ESP | ESP | HUN | HUN | CZE | CZE | FRA | FRA | ITA | ITA | RUS | RUS |     |     |     |     |     |     |     |     |     |     |     |     |     |     | 9°   | 141  |
| 2021    | Cyan Performance Lynk & Co | Lynk & Co 03 TCR  | 13  | Ret | 6   | 7   | 10  | 2   | 5   | 7   | 5   | 15  | 2   | 9   | 12  | 8   | 10  | 11  |     |     |     |     |     |     |     |     |     |     |     |     |     |     | 9°   | 141  |
| 2022    |                            |                   | FRA | FRA | ALE | ALE | HUN | HUN | ESP | ESP | POR | POR | ITA | ITA | ALS | ALS | BAR | BAR | ARA | ARA |     |     |     |     |     |     |     |     |     |     |     |     | 17.º | 35   |
| 2022    | Cyan Performance Lynk & Co | Lynk & Co 03 TCR  | Ret | 9   | C   | C   | 11  | 11  | 9   | 10  | Ret | 11  | DNS | DNS | WD  | WD  |     |     |     |     |     |     |     |     |     |     |     |     |     |     |     |     | 17.º | 35   |
| Fuente: |                            |                   |     |     |     |     |     |     |     |     |     |     |     |     |     |     |     |     |     |     |     |     |     |     |     |     |     |     |     |     |     |     |      |      |

### TCR World Tour
(Clave) (negrita indica pole position) (cursiva indica vuelta rápida)

| Año  | Equipo                | Auto                | 1   | 2   | 3   | 4   | 5   | 6   | 7   | 8   | 9   | 10  | 11  | 12  | 13  | 14  | 15  | 16  | 17  | 18  | 19  | 20  | Pos. | Pts. |
| ---- | --------------------- | ------------------- | --- | --- | --- | --- | --- | --- | --- | --- | --- | --- | --- | --- | --- | --- | --- | --- | --- | --- | --- | --- | ---- | ---- |
| 2023 |                       |                     | POR | POR | SPA | SPA | VAL | VAL | HUN | HUN | EPI | EPI | LAP | LAP | SID | SID | SID | BAT | BAT | BAT | MAC | MAC | 7°   | 320  |
| 2023 | Cyan Racing Lynk & Co | Lynk & Co 03 FL TCR | 8   | 2   | 9   | 9   | 3   | 6   | 8   | 1   | 2   | 9   | Ret | 6   | 9   | Ret | 15  | 5   | 3   | 2   | 8   | 4   | 7°   | 320  |
| 2024 |                       |                     | VAL | VAL | MAR | MAR | MID | MID | INT | INT | EPI | EPI | ZHU | ZHU | MAC | MAC |     |     |     |     |     |     | °    |      |
| 2024 | Lynk & Co Cyan Racing | Lynk & Co 03 FL TCR | 6   | 5   | 8   | 9   | 1   | 6   | 5   | 2   |     |     |     |     |     |     |     |     |     |     |     |     | °    |      |